# Zagunao (häradshuvudort i Kina, Sichuan Sheng, lat 31,45, long 103,18)
Zagunao (kinesiska: 杂谷脑, 理县 pinyin Zágǔnǎo, Lǐ xiàn) är en häradshuvudort i Kina. Den ligger i provinsen Sichuan, i den sydvästra delen av landet, omkring 120 kilometer nordväst om provinshuvudstaden Chengdu. Antalet invånare är 46 556. Befolkningen består av 21 281 kvinnor och 25 275 män. Barn under 15 år utgör 15,0 %, vuxna 15-64 år 77 %, och äldre över 65 år 7,0 %.
Runt Zagunao är det ganska glesbefolkat, med 28 invånare per kvadratkilometer. Det finns inga andra samhällen i närheten. Trakten runt Zagunao består i huvudsak av gräsmarker.
Genomsnittlig årsnederbörd är 1 273 millimeter. Den regnigaste månaden är juli, med i genomsnitt 297 mm nederbörd, och den torraste är januari, med 12 mm nederbörd.